# Biggles v Africe
Biggles v Africe (v originále Biggles in Africa), je dobrodružná kniha spisovatele W. E. Johnse, jež byla poprvé vydána roku 1936. Biggles v Africe je v pořadí 11. knihou ze série o dobrodruhovi a válečném pilotovi během 1. světové a 2. světové války jménem James Bigglesworth, zkráceně Biggles. Jde o šestou knihu z meziválečného období. Česky vyšla poprvé v roce 1939.

## Děj

### 01.Ztratil se pilot
Bigglese kontaktuje muž jménem Felix Marton, který je bohatým výrobcem motocyklů. Před rokem odletěl jeho syn Harry překonat rychlostní rekord na trase mezi Londýnem a Kapským Městem, a od té doby už o něm nikdo neslyšel. Naposledy bylo jeho letadlo viděno na letišti Insula, 250 kilometrů od města Malakal na trase do Juby. Marton Bigglese požádal, aby vedl expedici, která by hledala jeho syna. Jeho zmizení je totiž velmi záhadné. Biggles přijímá.

### 02.Po africké stopě
Po několika dnech odlétá Biggles s Algym a Gingerem na letiště v Malakalu. Informací se zde moc nedozvídají, a tak hned poté, co doplní palivo, odlétají na letiště Insula. Zde se setkávají s mužem jménem Lukas Sarda, který se o letiště stará. Tvrdí, že zde žádné letadlo nepřistálo už půl roku, což je podle Bigglese lež, protože zahlédl vyteklý spálený motorový olej, který nemůže být starší než dvacet čtyři hodin. Sarda se jim předvede jako velmi dobrý vrhač nožů.

### 03.Nepříjemný cestující
Když se druhý den chtějí vydat na první hlídkový let, překvapí je v letadle prudce jedovatý had Mamba černá. Letadlo bylo zcela uzavřené, takže jediný způsob jak se tam mohl had dostat byl, že ho tam někdo musel úmyslně dát. Hada se jim podaří zabít. První hlídkový let dopadne špatně. Po Martonově letadle ani stopy. Když se vrátí na letiště, oznamuje jim Algy, který zůstal na zemi, že slyšel jak Sarda ve svém bungalovu na někoho křičí. Po obhlídce zjišťují, že uvnitř nikdo jiný není, ale je tam někde telefon, takže mohl Sarda telefonovat. Vylákají Sardu z bungalovu, zatímco se Ginger snaží spojit s člověkem, se kterým Sarda mluvil. K úžasu nejen Gingerově, ale i Bigglese a Algyho se muž na druhé straně linky identifikoval jako Harry Marton.

### 04.Zlověstná zápletka
Když odlétá letadlo na další průzkum, Biggles zůstává na zemi, aby něco zjistil. O několik hodin později přistává na letišti cizí letadlo, stejný typ, jaký vlastnil Harry Marton, jen tohle je černé. Na palubě jsou dva muži. Biggles je sleduje, ale poté, co vejdou do noclehárny, kde má Biggles uschovány veškeré věci, včetně dopisu od Martona, musí zakročit. Cizinci jsou stejně jako Sarda překvapeni, protože předpokládali, že všichni tři odletěli. Jeden z cizích mužů se představí jako León Leroux, ale Biggles se domnívá, že je to lež. Pamatuje si totiž tohoto muže z fotografie, kterou před několika lety zahlédl v novinách. Byl to francouzský pilot, kterého vyhodili, protože se opil ve službě. Leroux chvíli s Bigglesem vede jalovou konverzaci, ale poté odlétá.

### 05.Sám se lvem
Mezitím Ginger, hlídající sám letadlo v hangáru, přemýšlí, zda ho nesežere nějaký lev. Po chvíli se však otevřela vrata, a do hangáru vešli dva muži. Jeden z nich byl Sarda, druhého neznal. Cizinec nasedl do letadla a začal se připravovat na start s jejich letadlem. Ginger nevěděl, co má dělat, a tak se ukryl v letadle. To vzlétlo, a po půlhodině opět přistálo. Cizinec opustil stroj, a Ginger nevěděl, zda má rychle odletět, protože neznal terén před ním. Šel ho tedy prozkoumat. V tu chvíli se staly dvě hrozné věci. Za prvé se cizinec vrátil do letadla a odletěl. Za druhé, Ginger měl nečekanou návštěvu - lva. Ginger měl strach, ale použil oheň aby lva odehnal a vylezl na strom. Nevěděl kde je, nevěděl kde je Insula a ani Biggles nevěděl, kde se teď Ginger nachází.

### 06.Sarda stávkuje
Mezitím Biggles a Algy přemýšleli, co se mohlo stát, že je Ginger i letadlo pryč. Později přichází Sarda a nabízí jim mléko od své kozy, a také možnost zatelefonovat jeho pánovi do Karuli, který by jim mohl pomoct. Brzy oba letci zjišťují, že mléko bylo otrávené. Nemohou se ani pohnout, a Sarda zapaluje noclehárnu.

### 07.Ginger je zase doma
Mezitím si Ginger ve svém úkrytu na stromě všimne, že opodál stojí letadlo, se kterým přiletěl do Insuly Leroux. Odlétá s ním hledat Insulu. Má však poruchu, ale zdárně přistává poblíž letiště. Přiběhne k noclehárně zrovna ve chvíli, kdy jí Sarda zapaluje. V souboji Sardu zastřelí, ale sám je těžce zraněn a omdlí hned poté, co vytáhne své druhy a nějaké věci.

### 08.Divoši
Když se Ginger probere, je už Biggles i Algy téměř v pořádku. Ginger jim vypráví svůj příběh, a poté se spolu vydávají k malému letadlu, se kterým Ginger přistál asi 5 kilometrů odtud. Letadlo si žádá jen malé opravy. Mají však jiný problém - přišla je navštívit tlupa divochů, kteří pro svého pána požadují vrácení jeho letadla. Biggleseovi se podaří odehnat je zbraní, a rychle odlétají. Ve vzduchu zahlédnou jejich letadlo, které míří jiným směrem.

### 09.Biggles uvažuje
Když se opět dostanou na letiště Insula, Biggles uvažuje o jejich situaci. Podle toho co už ví, a jaké jsou jejich momentální dispozice, navrhuje Biggles ukrýt všechny zásoby z tohoto letiště, a letiště samé zničit. Poté vyhledat místo, kde je vězněný mladý Marton.

### 10.Algy loví antilopy
Algy se vydal na lov, aby se mohli pořádně najíst. Sledoval stádo antilop, které se však po několika minutách vydalo na útěk. Nevyplašil je však Algy. Byla to stejná skupina divochů, se kterou se už ráno setkali. Tentokrát však vedená bílým mužem. Algy utíkal nejen před nimi, ale i před levhartem, na kterého narazil. Když Biggles zaslechl střelbu, a viděl ho rychle se blížícího k nim, nastartoval rychle letadlo, a na poslední chvíli se jim podařilo uletět a byl to docela úlet.

### 11.Nosorožec rozdrtil letadlo
Přistáli na malém letišti, kde Ginger sebral malé letadlo, a kde potkal lva. Bohužel, chvíli po přistání bylo jejich letadlo rozdupáno rozzuřeným nosorožcem. A také v chatrči, kde Ginger ráno viděl benzín a konzervy s jídlem bylo úplně prázdno. Zbývá jediná možnost - vydat se na cestu do Karuli, která bude patrně nejblíže.

### 12.Had na trávě
Poté, co u chatrče nalezli telefonní vedení, které jistě do Karuly vedlo, začali ho sledovat. Po nějaké době dorazili ke skalám, kde jak doufali, bude voda, kterou nutně potřebovali. Našli jí. Biggles také obstaral maso z mrtvé zebry, kterou musel před několika hodinami zabít lev. V noci také narazili na komando moskytů a nebezpečného hada.

### 13.Co teď?
Ráno se opět vydali na cestu podél telefonního vedení. Když překročili hory, uviděli něco nádherného. Stejně tak, jak byla krajina dosud pustá a neúrodná, byla nyní stejně zelená a plodná. Byli napadeni stádem opic, poté zase desítkami krokodýlů, když se pokoušeli přeplavat řeku ve směšné napodobenině člunu. A aby toho nebylo málo, objevila se před nimi primitivní vesnice (později se dozvěděli, že se jmenuje Limšoda), jejíž divocí obyvatelé je zpozorovali, a vyrazili proti nim.

### 14.Černošská orgie u táborového ohně
Divoši se před letci ani nezastavili. Srazili je okamžitě k zemi, svázali a odvlekli do jedné z chatrčí. Bylo jim oznámeno, že budou předhozeni krokodýlům. Na poslední chvíli však do vesnice vpadlo komando askariů- afrických uniformovaných vojáků. Velel jim bělošský kapitán Collison, který Bigglese zatknul za vraždu Lukase Sardy.

### 15.Biggles vypovídá
Biggles mu vysvětlí celý jejich příběh, a také své podezření, že Leroux a jeho společníci pašují hašiš. Cítil ho totiž z letadla, když ho rozšlapal nosorožec. Collison souhlasí, že okamžitě vyrazí do Karuly - společně.

### 16.Jak je vyřídili
Když se tam vplížili, potvrdilo se, co si Biggles myslel. Místo proklamovaného tabáku se zde pěstovalo konopí, ze kterého se vyráběl hašiš. Jejich letadlo také stálo v hangáru po střechu naplněné tímto narkotikem. Našli zde také mladého Martona a Collison zatknul viníky. Všichni se vrátili do Londýna.

## Postavy v této knize
- James "Biggles" Bigglesworth
- Algernon "Algy" Lacey
- Ginger Hebblethwaite
- Lukas Sarda
- León Leroux
- Felix Marton
- Harry Marton

## Lokace v této knize
- Malakal, Súdán
- Insula, Súdán
- Limšoda, Súdán
- Karula, Súdán
- Londýn, Velká Británie